# Laurent Mangel

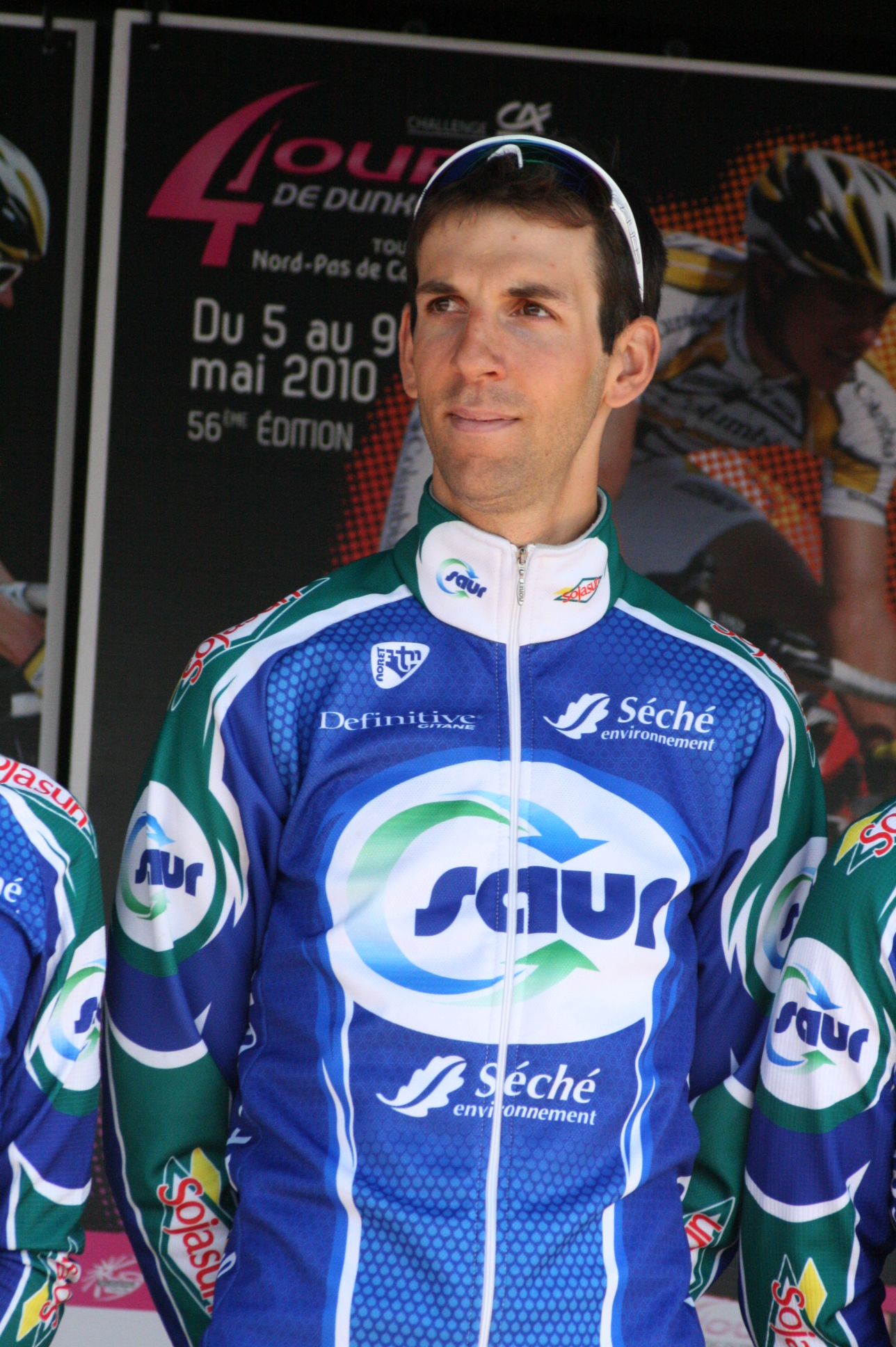
Laurent Mangel bei den Vier Tagen von Dünkirchen 2010

Laurent Mangel (* 22. Mai 1981 in Vesoul) ist ein ehemaliger französischer Radrennfahrer.
2004 entschied Laurent Mangel die Tour de Bretagne Cycliste sowie die Tour Nord-Isère für sich. 2006 gewann er eine Etappe der Tour de Langkawi 2006, und 2010 war er der Sieger bei der Classic Loire-Atlantique.

## Erfolge
2004
- Gesamtwertung und zwei Etappen Tour de Bretagne Cycliste
- Gesamtwertung und eine Etappe Tour Nord-Isère

2005
- eine Etappe Boucles de la Mayenne

2006
- eine Etappe Tour de Langkawi

2009
- eine Etappe Tour de Bretagne Cycliste
- Mannschaftszeitfahren Tour Alsace
- eine Etappe Tour du Gévaudan Languedoc-Roussillon

2010
- Classic Loire-Atlantique
- eine Etappe Boucles de la Mayenne
- eine Etappe Tour de Wallonie

## Grand-Tour-Platzierungen
| Grand Tour            | 2007 | 2008 | 2009 | 2010 | 2011 | 2012 | 2013 | 2014 |
| --------------------- | ---- | ---- | ---- | ---- | ---- | ---- | ---- | ---- |
| Giro d’ItaliaGiro     | 112  | –    | –    | –    | –    | –    | –    | –    |
| Tour de FranceTour    | –    | –    | –    | –    | 122  | –    | –    | –    |
| Vuelta a EspañaVuelta | –    | –    | –    | –    | –    | –    | DNF  | 153  |

## Teams
- 2005 Ag2r Prévoyance
- 2006 Ag2r Prévoyance
- 2007 Ag2r Prévoyance
- 2008 Ag2r La Mondiale
- 2009 Besson Chaussures-Sojasun
- 2010 Saur-Sojasun
- 2011 Saur-Sojasun
- 2012 Saur-Sojasun
- 2013 FDJ.fr
- 2014 FDJ.fr